# Чемпионат Северной Ирландии по футболу
Премьершип Футбольной лиги Северной Ирландии (англ. NIFL Premiership) — профессиональная футбольная лига для североирландских футбольных клубов. Является высшим дивизионом в системе футбольных лиг Северной Ирландии. До 2013 года называлась Премьершипом Ирландской футбольной ассоциации. Предыдущие форматы соревнований назывались Ирландской Премьер-лигой, Премьер-дивизионом Ирландской футбольной лиги, а до этого просто Ирландской футбольной лигой. Тем не менее в просторечии известен просто как Ирландская лига, Премьершип был образован в 2008 году под эгидой Ирландской футбольной ассоциации, ещё до создания Футбольной лиги Северной Ирландии в сезоне 2013/14.

## История
Первоначально образованная в 1890 году, Национальная футбольная лига Северной Ирландии, является второй старейшей национальной лигой в мире, будучи сформирована на неделю раньше, чем Шотландская футбольная лига. Лишь Футбольная лига в Англии старше.
Ирландская футбольная лига была сформирована в виде футбольной лиги для всей Ирландии (хотя изначально все её клубы, на самом деле, базировались в Северной Ирландии). Она стала лигой для Северной Ирландии в 1921 году, после раздела. В отдельную лигу и ассоциацию выделилась Футбольная ассоциация Ирландского свободного государства — теперь называется Футбольная ассоциация Ирландии, сформировавшаяся в Ирландском свободном государстве (ныне Республика Ирландия). Рекорды лиги до этого момента для всей Ирландии выступают в качестве рекордов для Северной Ирландии (как и в случае с национальной сборной по футболу Северной Ирландии).
В своем первом сезоне, семь из восьми команд заявились из Белфаста, и в ирландском футбол продолжили доминировать белфастские клубы в течение многих лет. В 1892 году, Дерри Олимпик стал вторым клубом не из Белфаста, однако выступал только в одном сезоне. В 1900 году, Дерри Селтик присоединился к лиге, а в 1901 году, вторая команда из Дерри. Когда ирландская Лига была разделена в 1921 году, Гленавон единственная команда, не из Белфаста, которая осталась в элите. Ни один южный клуб (из тех, которые позже представляли Ирландское Свободное Государство и Ирландии) никогда не выигрывал чемпионат. Самое высокое место достигнутое этими клубами — второе, по Шелбурн в 1906-07.
В 1920-е Лига расширилась и вскоре был достигнут широкий географический разброс по всей Северной Ирландии. Тем не менее, ни один клуб не из Белфаста не выиграл чемпионат до тех пор, пока Гленавон не взял его в 1951-52. В 1957-58, Ардс стал первой командой из графства Даун, которая выиграла Лигу, а в 1964-65 годах, Дерри Сити были первыми из графства Лондондерри выигравшие Чемпионат. Чемпионаты в сезонах 1916—1919 и 1941—1947 были неофициальными, ввиду Первой мировой войны и Второй мировой войны.
С 1995-96 по 2002-03 годы, высшая лига была разделена на два дивизиона: Премьер и Первый дивизиона. Начиная с 2003 года, остался один дивизион, но уже с вылетом в лиги ниже. В 2003 году Ирландская футбольная ассоциация (ИФА) приняла решение создать в высшем дивизионе Северной Ирландии Ирландскую Премьер-лигу.
Первый в истории матч Ирландской лиги транслировался в прямом эфире на телевидении 24 сентября 2007 года. В 2008 году ИВА переименовала высший дивизион в Премьершип ИФА.

## Список чемпионов
| Премьершип Ирландской футбольной ассоциации  |                 |                                    |    |
| 2008/09                                      | Гленторан (23)  | Кёртис Аллен (Лисберн Дистиллери)  | 19 |
| 2009/10                                      | Линфилд (49)    | Рори Паттерсон (Колрейн)           | 30 |
| 2010/11                                      | Линфилд (50)    | Питер Томпсон (Линфилд)            | 23 |
| 2011/12                                      | Линфилд (51)    | Гэри Маккатчен (Баллимена Юнайтед) | 27 |
| 2012/13                                      | Клифтонвилл (4) | Лиам Бойс (Клифтонвилл)            | 29 |
| Премьершип Футбольной лиги Северной Ирландии |                 |                                    |    |
| 2013/14                                      | Клифтонвилл (5) | Джо Гормли (Клифтонвилл)           | 27 |
| 2014/15                                      | Крузейдерс (5)  | Джо Гормли (Клифтонвилл)           | 31 |
| 2015/16                                      | Крузейдерс (6)  | Пол Хитли (Крузейдерс)             | 22 |
| 2016/17                                      | Линфилд (52)    | Эндрю Митчелл (Данганнон Свифтс)   | 22 |
| 2017/18                                      | Крузейдерс (7)  | Гэвин Уит (Крузейдерс)             | 21 |
| 2018/19                                      | Линфилд (53)    | Джо Гормли (Клифтонвилл)           | 20 |
| 2019/20                                      | Линфилд (54)    | Джо Гормли (Клифтонвилл)           | 18 |
| 2020/21                                      | Линфилд (55)    | Шон Лейвери (Линфилд)              | 23 |
| 2021/22                                      | Линфилд (56)    | Джей Доннели (Гленторан)           | 25 |
| 2022/23                                      | Ларн (1)        | Мэттью Шелвин (Колрейн)            | 24 |